# MT–T

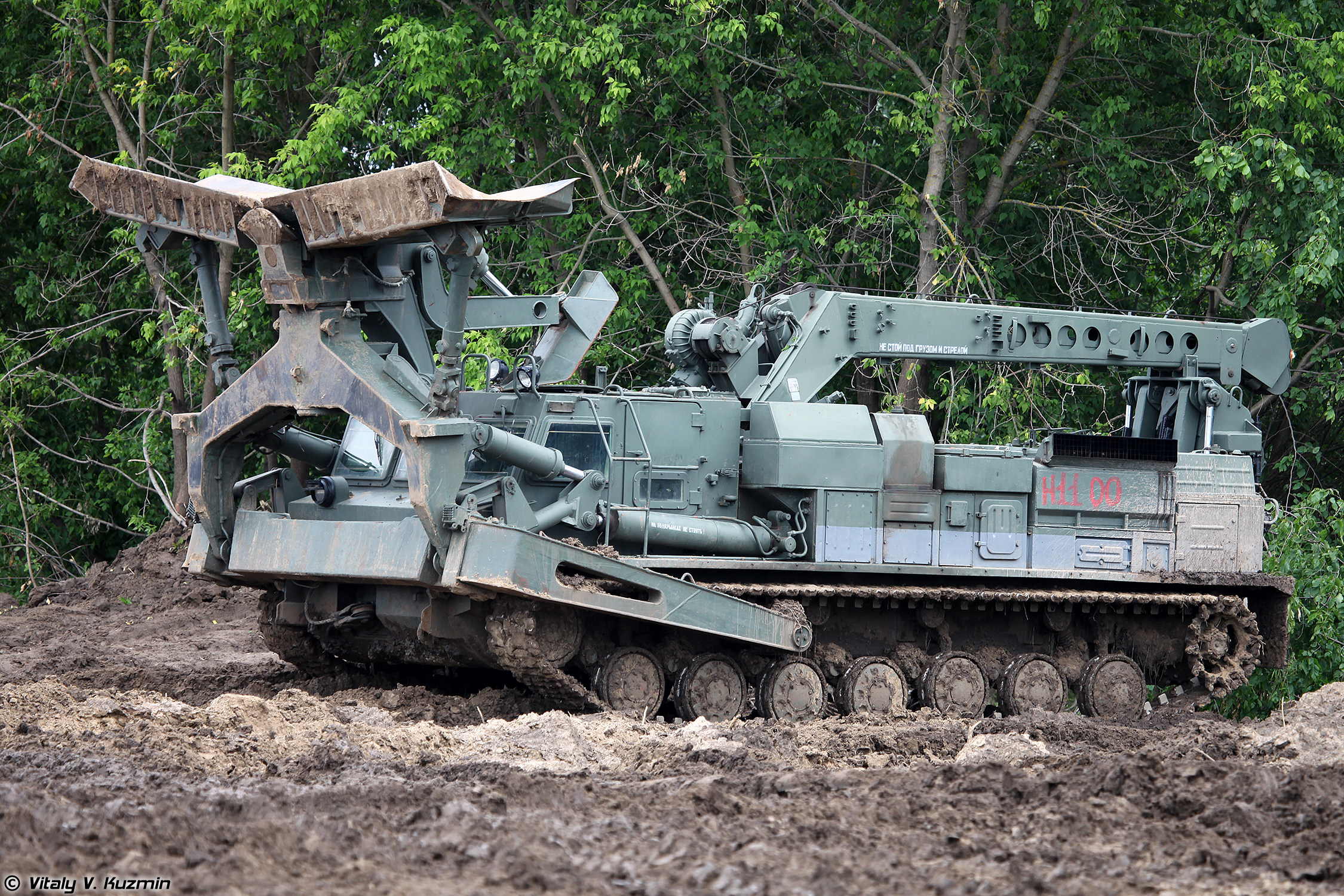
BAT–2 útépítő műszaki jármű

Az MT–T Enyej  (oroszul: МТ–Т Эней) más jelzéssel 429AM gyártmány szovjet univerzális lánctalpas vontató és szállító jármű, amelyet a harkivi Morozov tervezőirodában (HKBM) fejlesztettek ki a T–64-es harckocsi alapjain. Sorozatgyártása 1976–1991 között folyt. Legfeljebb 25 tonnás nehéz tüzérségi eszközök vontatására, valamint teher és személyek szállítására szolgál. Több speciális rendeltetésű jármű alapjául is szolgált. Az MT–T-n alapul a PTSZ–2 úszó szállító jármű is.

## Története
A járművet a T–55-ön alapuló AT–T tüzérségi vontató utódaként fejlesztette ki a harkivi Morozov tervezőiroda az 1960-as évek végén, az 1970-es évek elején a T–64 harckocsi alapjain, annak egyes szerkezeti elemeinek felhasználásával. Sorozatgyártása 1976–1991 között folyt a harkivi Malisev Gépgyárban.
A tüzérségnél egyre inkább az önjáró eszközök terjedtek el, ezért mint tüzérségi vontató háttérbe szorult. Helyette mint szállító jármű volt a fő profilja, illetve több speciális jármű számára szolgált alapul. Jelentősen módosított változata a PTSZ–2 úszó szállító jármű.
Napjainkban fő üzemeltetői Oroszország és Ukrajna. A BAT–2 változat a Magyar Honvédségnél is rendszeresítve van.

## Jellemzői
Az alváz elején elhelyezkedő motor és a jelentősen előretolt vezetőfülke miatt jelentős méretű rakodótér alakult ki. A páncéltest elé tolt vezetőfülke jó kilátást biztosít.
A jármű a T–64 harckocsi alvázán alapul. Az acéllemezekből összeállított járműtest önhordó kialakítású. A futóművel és az erőátviteli rendszerrel együtt a T–64-es harckocsiból származik. A futómű oldalanként hét futógörgőből áll, mindegyik torziós rugózású felfüggesztéssel. A motor azonban nem a T–64-nél alkalmazott, hanem a T–72-nél is használt V–64–4 típusú, V12 hengerelrendezésű mindenevő dízelmotor, amely az alváz középső részén kapott helyet.

## Speciális változatok

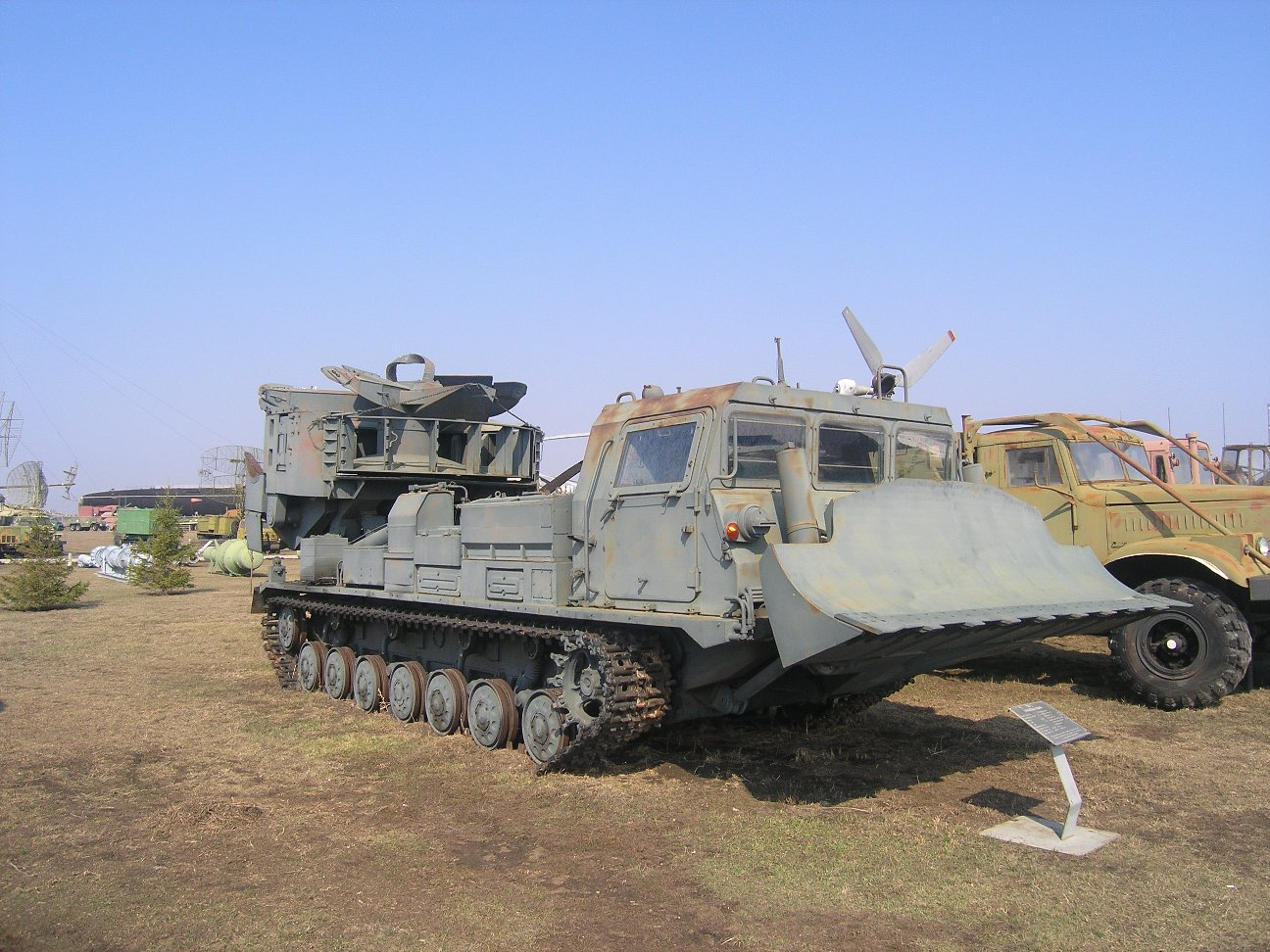
Az MDK–3 fedezékásó gép

- BAT–2 – Útépítő műszaki jármű, buldózer. Feladata oszloputak és hadiutak építéséhez és javításához szükséges földmunkák végzése, hidak és átjárok feljáratainak készítése. A jármű hátsó részén 360°-ban körbeforgatható, 2 tonna teherbírású daru található.
- KGSZ–25 – darus jármű
- MDK–3 – fedezékásó gép
- BG–1 – lánctalpas buldózer (polgári felhasználásra, a felépítménye nem páncélzott)[2]
- UPG–92 – impulzusoltóval felszerelt lánctalpas tűzoltó jármű[3]
- PTSZ–2 – úszó szállító jármű